# Ромеро Боске, Пио
Пио Ромеро Боске (исп. Pío Romero Bosque; 1860—1935) — сальвадорский политик, президент Сальвадора (1 марта 1927 — 1 марта 1931).
Избран на безальтернативных выборах 1927 года. Он считается одним из немногих (если не единственным) сальвадорским президентом, который был в состоянии поддерживать политический баланс в правительстве во время его правления. Он был отпрыском «династии» Мелендес-Киньонес.